# Ciflik, Loveci
Ciflik (în bulgară Чифлик) este un sat în comuna Troian, regiunea Loveci,  Bulgaria. 

## Demografie
Componența etnică a satului Ciflik
     Bulgari (96,96%)
     Nicio identificare (3,03%)
     Altele (0%)
La recensământul din 2011, populația satului Ciflik era de 330 locuitori. Din punct de vedere etnic, majoritatea locuitorilor (96,96%) erau bulgari. Pentru 3,03% din locuitori nu este cunoscută apartenența etnică.